# V335 Возничего
V335 Возничего (лат. V335 Aurigae) — одиночная переменная звезда в созвездии Возничего на расстоянии (вычисленном из значения параллакса) приблизительно 14034 световых лет (около 4303 парсеков) от Солнца. Видимая звёздная величина звезды — от +12,9m до +11,9m.

## Характеристики
V335 Возничего — жёлтая пульсирующая переменная звезда, классическая цефеида (DCEP) спектрального класса G. Эффективная температура — около 5750 К.